# Ommatius discus
Ommatius discus là một loài ruồi trong họ Asilidae. Ommatius discus được Martin miêu tả năm 1964. Loài này phân bố ở vùng nhiệt đới châu Phi.